# Pristimantis johannesdei
Pristimantis johannesdei är en groddjursart som först beskrevs av Juan A. Rivero och Marco Antonio Serna 1988.  Pristimantis johannesdei ingår i släktet Pristimantis och familjen Strabomantidae. IUCN kategoriserar arten globalt som starkt hotad. Inga underarter finns listade i Catalogue of Life.